# Roderich Anschütz
Roderich Anschütz (24. Juli 1818 in Breslau – 26. Mai 1888 in Mödling) war ein österreichischer Dramatiker, Jurist und Staatsbeamter.

## Leben
Anschütz, der Sohn des Schauspielers Heinrich Anschütz und der Emilie Butenop, trat zunächst in Kinderrollen am Burgtheater auf, widmete sich jedoch nicht berufsmäßig der Bühne, sondern trat 1852 nach Abschluss seines Philosophie- und Rechtswissenschaftsstudiums als Jurist in den Staatsdienst, und zwar in das damalige, später aufgelöste und dann wieder errichtete Ministerium für Handel und öffentliche Bauten, ein. Er starb als österreichischer Sektionsrat.
Er war auch schriftstellerisch tätig. Mehrere seiner Dramen und ein Lustspiel kamen zur Aufführung. Zudem erteilte er dem Schauspieler Conrad L’Allemand dramatischen Unterricht.
Seine Schwester war die Schauspielerin Marie Emilie Auguste Koberwein (die mit dem Maler Georg Koberwein verheiratet war), sein Halbbruder war der Opernsänger Alexander Anschütz (1815–1868).
Anschütz starb in Mödling. Er wurde am 29. Mai 1888 am Evangelischen Friedhof Matzleinsdorf begraben.

## Werke
- Brutus und sein Haus (Drama), Uraufführung am 30. März 1857 am Burgtheater
- Johanna Grey (Drama), UA am 8. März 1861 am Burgtheater
- Kunz von Kaufung(en) (Drama), UA am 19. März 1863 am Burgtheater
- Die Ehestifterin (Lustspiel)